# George Ganea
George Dănuț Ganea (Bukarest, 1999. május 26. –) román labdarúgó, az Újpest játékosa, csatár.

## Pályafutása

### Klubcsapatokban
Fiatalon került a Seria A-ban szereplő AS Roma ifi csapatába. A Rapid București egyesületénél debütált felnőttként, később a CFR Clujjal megnyerte a bajnokságot. Egy év után igazolt a Viitorul Constanțába, ahol 66 bajnoki mérkőzésen 8 gólt szerzett, megnyerte a román kupát és szuperkupát. 2021-ben egy másik Konstancai brigádba szerződött, 1 évig a Farul Constanța játékosa volt, akik egy fél szezonink kölcsönadták az Argeș Piteștinek. 2022-ben 1 évre az Universitatea Craiovahoz szerződött.

### Újpest
2023. július 21-én jelentették be, hogy a magyar élvonalbeli Újpest csapatába igazolt. 2023. július 29-én mutatkozott be a Fehérvár ellen csereként. 

### Válogatott
Többszörös román utánpótlás válogatott.

## Sikerei, díjai
Rapid București
- Román bajnok (másodosztály): 2015–16

 CFR Cluj
- Román bajnok (első osztály): 2018–19

 Viitorul Constanța
- Román kupagyőztes: 2018–19
- Román szuperkupagyőztes: 2019–2020

## Család
Apja Ionel Ganea román válogatott labdarúgó, korábban megfordult a német Stuttgart és az angol Wolverhampton csapatában.